# Saint-Agnan-en-Morvan
 (février 2022).
 (février 2022).
Si vous disposez d'ouvrages ou d'articles de référence ou si vous connaissez des sites web de qualité traitant du thème abordé ici, merci de compléter l'article en donnant les références utiles à sa vérifiabilité et en les liant à la section « Notes et références ».
Pour les articles homonymes, voir Saint-Agnan.
Saint-Agnan-en-Morvan (Saint Aignin en bourguignon-morvandiau), anciennement Saint-Agnan jusqu'au 10 janvier 2025, est une commune française située dans le département de la Nièvre, en région Bourgogne-Franche-Comté.

## Géographie

### Localisation
| Saint-Léger-Vauban (Yonne) | Saint-Germain-de-Modéon (Côte-d'Or) | La Roche-en-Brenil (Côte-d'Or) |
| Quarré-les-Tombes (Yonne)  | Saint-Agnan-en-Morvan               | Saint-Didier (Côte-d'Or)       |
| Dun-les-Places             | Saint-Brisson                       | Champeau-en-Morvan (Côte-d'Or) |

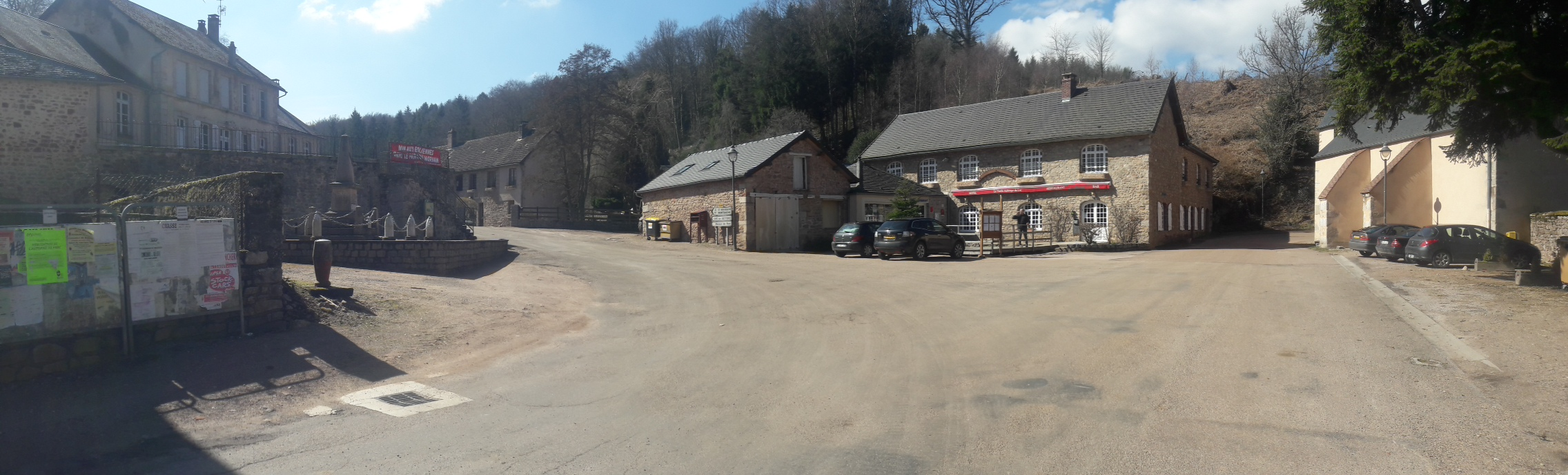
Centre de Saint-Agnan-en-Morvan.

Saint-Agnan-en-Morvan est située dans le parc naturel régional du Morvan, à 14 km de Saulieu, 30 km d'Avallon et à mi-chemin entre Paris et Lyon (220 km). Située dans la Nièvre, juste à la limite des départements de l'Yonne (abbaye de la Pierre-Qui-Vire, Saint-Léger-Vauban) et de la Côte-d'Or (Saulieu), cette commune de 2 387 ha était au XIXe siècle couverte de 858 ha de bois, et présentait un aspect triste et quelque peu sauvage, selon la description qu'en fait l'abbé Jacques-François Baudiau, dans son essai géographique du Morvan.
À l'est, en direction de La Roche-en-Brenil, se trouve le hameau le plus important : le Jarnoy. La tradition veut qu'il s'élevait en ces lieux une maison seigneuriale, dont le Champ du Château rappellerait le souvenir. Des fouilles furent faites, sans résultat.
Au nord, au lieu-dit le Moulin Brûlé, sous la chaussée d'un vaste étang desséché, se trouvaient au début du XVIIIe siècle une forge à fer et une fonderie, établies par le comte de Montigny. Ce seigneur possédait également au lieu-dit  du Pavillon une ancienne ferme bâtie dans les bois, un haras de douze étalons et de deux cents juments au sud, qui ferma en raison de la mauvaise qualité des foins et de la fraîcheur des eaux. Près de là, le hameau des Gueniffets fut incendiée par une femme en 1805.
À l'ouest se trouvent les Champs-de-Bornoux, rattachés à la commune vers 1830. Ils formaient auparavant une dépendance de Quarré-les-Tombes. En 1332, Jean d'Estaules, écuyer et seigneur de Champlois, y possédait un fief, tenant au bois de l'Hôpital et à ceux de Saint-Agnan, en fit aveu « à haute et puissante dame Simone de Chastellux, baronne du lieu et de Quarré »

### Hydrographie

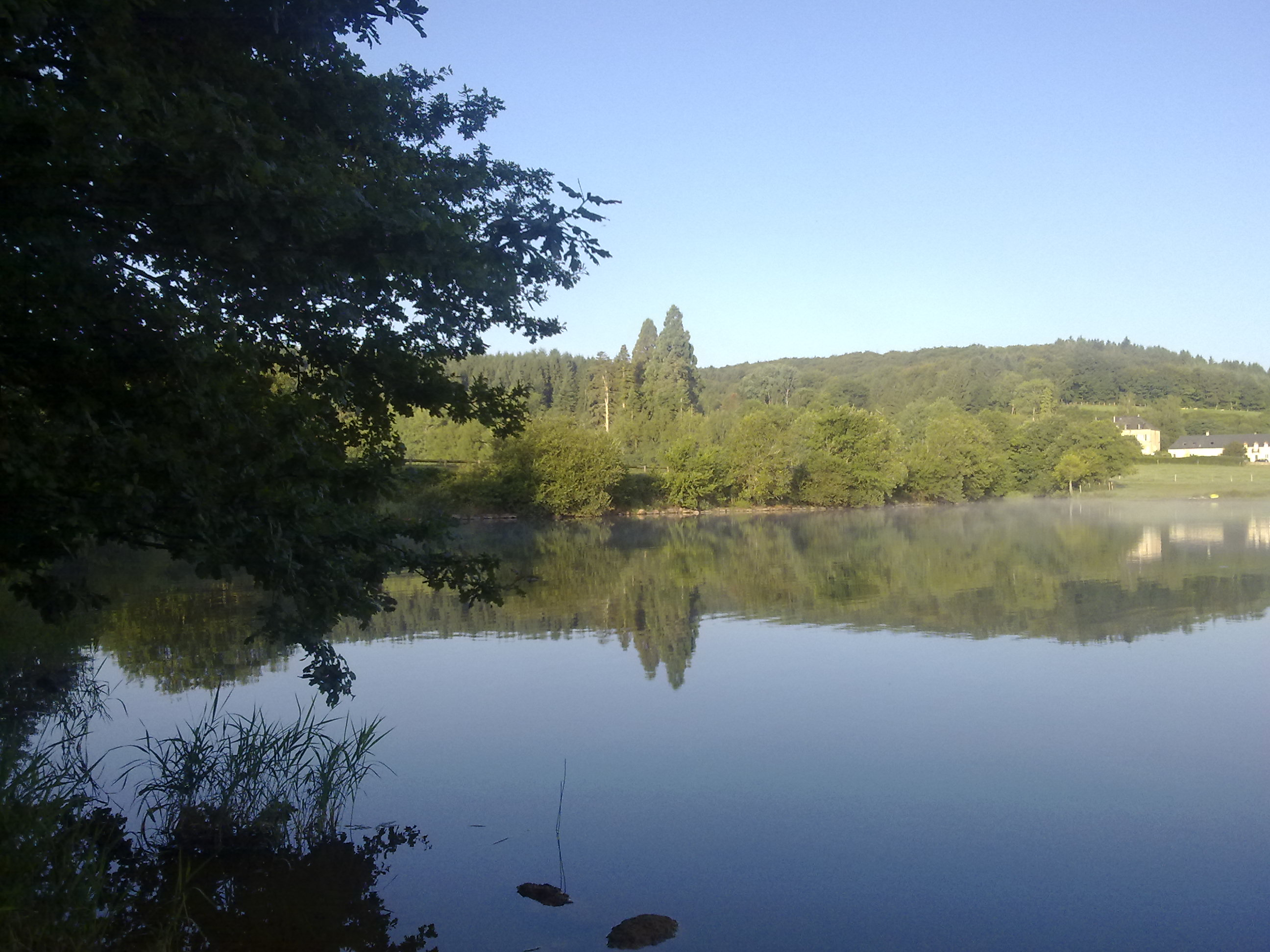
Lac de Saint-Agnan-en-Morvan.

La commune est traversée du sud au nord par le Cousin, passant par l'étang de La Chevrée et le lac de Saint-Agnan, à la sortie duquel il prend le nom de Trinquelin, appellation qu'il avait jadis sur tout son parcours. Il y avait jadis trois vastes étangs, dont seul subsiste au XIXe siècle celui de Saint-Agnan-en-Morvan. Sous la chaussée de l'étang de la Chevrée se trouvaient autrefois un moulin et une tannerie et il n'y restait plus à cette époque qu'un battoir d'écorce.[réf. souhaitée]
Au sud-est de Saint-Agnan-en-Morvan, près de la Métairie-Rouge, se trouve, dans un champ, une source chaude nommée le Bouillon. Elle fut très utile, l'hiver, aux gens des Cordins. De ce lieu s'étend la vallée jusqu'à Eschamps.

### Morphologie urbaine
Le territoire de la commune recouvre plusieurs villages, hameaux, lieux-dits et écarts, dont : les Amands, les Blancs, Bois du Loup, les Champs de Bornoux, le Champ du château, les Chereaux, les Corbières, les Cordins, Eschamps, les Gueniffets, les Gros, les Gros de ça, le Jarnoy, les Loisons, Maitairie-Rouge, les Marlins, les Mathieux, les Michaux, Moulin Brûlé, Pavillon, les Pompons.

### Climat
Pour des articles plus généraux, voir Climat de la Bourgogne-Franche-Comté et Climat de la Nièvre.
En 2010, le climat de la commune est de type climat de montagne, selon une étude du Centre national de la recherche scientifique s'appuyant sur une série de données couvrant la période 1971-2000. En 2020, Météo-France publie une typologie des climats de la France métropolitaine dans laquelle la commune est exposée à un climat océanique altéré et est dans la région climatique Lorraine, plateau de Langres, Morvan, caractérisée par un hiver rude, des vents modérés et des brouillards fréquents en automne et hiver.
Pour la période 1971-2000, la température annuelle moyenne est de 9,9 °C, avec une amplitude thermique annuelle de 16,6 °C. Le cumul annuel moyen de précipitations est de 1 162 mm, avec 14,3 jours de précipitations en janvier et 9,3 jours en juillet. Pour la période 1991-2020, la température moyenne annuelle observée sur la station météorologique de Météo-France la plus proche, « Dun_sapc », sur la commune de Dun-les-Places à 7 km à vol d'oiseau, est de 10,4 °C et le cumul annuel moyen de précipitations est de 1 181,7 mm. 
La température maximale relevée sur cette station est de 37,6 °C, atteinte le 24 juillet 2019 ; la température minimale est de −15,3 °C, atteinte le 7 février 2012,,.
Les paramètres climatiques de la commune ont été estimés pour le milieu du siècle (2041-2070) selon différents scénarios d'émission de gaz à effet de serre à partir des nouvelles projections climatiques de référence DRIAS-2020. Ils sont consultables sur un site dédié publié par Météo-France en novembre 2022.

## Urbanisme

### Typologie
Au 1er janvier 2024, Saint-Agnan est catégorisée commune rurale à habitat très dispersé, selon la nouvelle grille communale de densité à sept niveaux définie par l'Insee en 2022.
Elle est située hors unité urbaine et hors attraction des villes,.

### Occupation des sols
L'occupation des sols de la commune, telle qu'elle ressort de la base de données européenne d’occupation biophysique des sols Corine Land Cover (CLC), est marquée par l'importance des forêts et milieux semi-naturels (62,5 % en 2018), en diminution par rapport à 1990 (63,7 %). La répartition détaillée en 2018 est la suivante : forêts (59,9 %), prairies (22,2 %), zones agricoles hétérogènes (10 %), eaux continentales (5,2 %), milieux à végétation arbustive et/ou herbacée (2,6 %). L'évolution de l’occupation des sols de la commune et de ses infrastructures peut être observée sur les différentes représentations cartographiques du territoire : la carte de Cassini (XVIIIe siècle), la carte d'état-major (1820-1866) et les cartes ou photos aériennes de l'IGN pour la période actuelle (1950 à aujourd'hui).

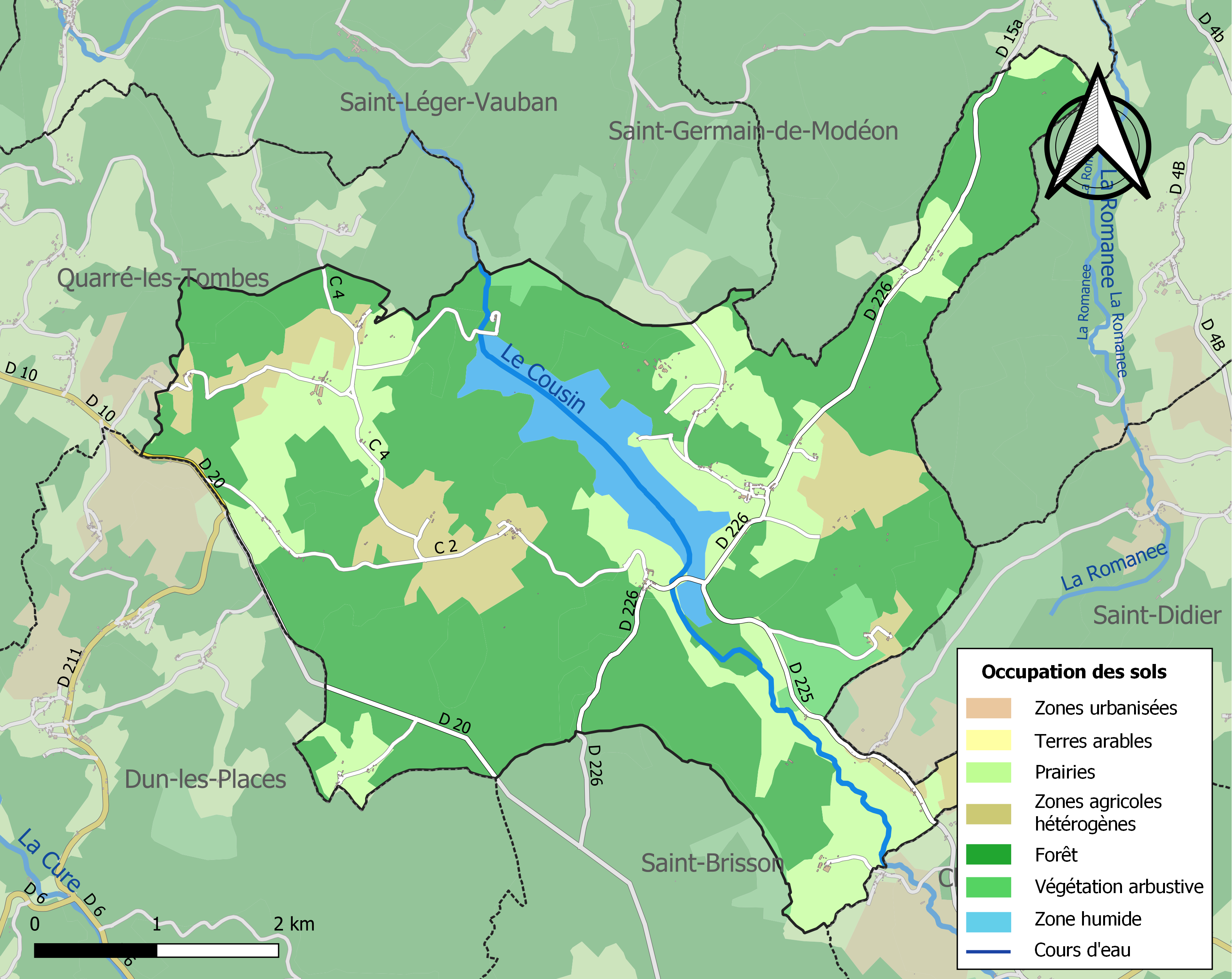
Carte des infrastructures et de l'occupation des sols de la commune en 2018 (CLC).

## Toponymie
Anciennement Sancti Aniani Capella ou Sanctus Anignus ; Saint-Agnan-la-Chapelle.
Le 10 janvier 2025, la modification du nom de la commune de Saint-Agnan en Saint-Agnan-en-Morvan est parue au Journal officiel pour une date d'effet au 11 janvier 2025.

## Histoire
Au XIIe siècle, cette partie du Morvan n'était que bois et forêts profondes. Il n'y avait qu'une ferme, La Grange de Saint-Agnan (Sancti Aniani Grangia), que l'évêque d'Autun, Étienne Ier de Baugé, donna en 1136 à Guillaume Ier d’Epiry, deuxième abbé de Fontenay ou Fontenet. Les moines ne retirèrent pendant longtemps que du beurre, des veaux, des porcs qu'ils y élevaient et dont le lieu-dit la Porcherie conserve le souvenir. Ils y envoyaient chaque année, pour y garder les troupeaux, des frères convers. L'abbé trouva des colons laborieux qu'il fit venir, leur donna des terres à défricher, en échange d'une rente annuelle de deux sous par journal et la dîme de toutes les céréales, à raison de vingt gerbes l'une. Ils s'établirent à leur gré en créant ainsi les lieux-dits qui existent toujours de nos jours et qui portent le nom de leur fondateurs, par exemple : les Gueniffets, les Loisons, les Mathieux, les Michaux, les Pompons, les Amands, les Blancs, les Chereaux, les Corbières, les Gros, les Marlins, les Cordins. Découragés par la stérilité de leurs champs, beaucoup partirent. Ceux qui restèrent furent retrayants ( Personne qui pratique un retrait) de Saulieu. Une sentence du bailliage d'Auxois en date du 9 janvier 1568, qu'ils ratifièrent le 22 du même mois, les condamna au guet-et-garde, en temps de péril, envers cette place, et à une partie des frais de l'entretien de ses fossés et de ses fortifications.

### La seigneurie et les seigneurs de Saint-Agnan.
La seigneurie était mouvante du duché de Bourgogne et appartenait à l'abbaye de Fontenay, qui y avait droit de haute, moyenne et basse justice et y jouissait de tous les autres droits féodaux. Une partie, consistant en des "terres, près, bois, étangs et bâtiments, d'un produit plus considérable que la seigneurie elle-même", était tenue en fief simple de l'abbé par la famille Bazin, de Saulieu. Celui-ci, bienfaiteur de la paroisse, la laissa à son décès à ses neveux, Germain et François Chartraire. Guy Chartraire, seigneur en partie du lieu, ancien conseiller au parlement, commissaire aux requêtes du palais à Dijon, fait l'acquisition en 1717 du marquisat de Ragny, pour 220 000 livres, puis de la terre de Bourbilly, de Forléans, de Bierre-lès-Semur et se trouva être un des plus riches gentilshommes de son temps. Il institua son légataire universel, son neveu et filleul, Guy II Chartraire, fils d'Émilien Chartraire, baron de Romilly et conseiller au parlement de Metz, avec substitution aux enfants mâles de François Chartraire, seigneur de Bierre-lès-Semur, s'il décédait sans postérité. Guy I Chartraire s'éteignit dans son hôtel de Saint-Agnan, rue de Tournon, à Paris le 30 juin 1732.
Guy II Chartraire, seigneur de Saint-Agnan, marquis de Ragny, de Bourbilly, de Forléans et autres lieux, épousa à Paris en l'église Saint-Sulpice Marie Chauvelin, dont il eut un fils mort jeune. Homme irascible, il assassina, le 8 novembre 1734, sur le territoire de Champien, près d'Avallon, au finage de Pontaubert le comte de Pierre Lazarre, comte de Jaucourt et seigneur de Vault-de-Lugny, qui l'avait traité de bâtard. Poursuivi par la veuve, il fut condamné à être roué vif, mais le roi commua sa peine à la détention perpétuelle. Il fut enfermé au château de Pierre-Ancize, où il mourut peu de temps après.
Saint-Agnan, Ragny et ses autres seigneuries, passèrent selon la clause de substitution à Marc-Antoine Chartraire de Montigny, comte de Montigny, trésorier des États de Bourgogne, fils de François, seigneur de Bierre-lès-Semur. Ce nouveau seigneur agrandit son fief de Saint-Agnan en échangeant des terres contre les biens que possédait encore l'abbaye de Fontenet à Saint-Agnan, signant l'acte d'échange avec le comte Józef Andrzej Załuski, évêque polonais, abbé commendataire de l'abbaye de Fontenet, le 21 octobre 1740. Allaient avec, la haute justice et le patronage de la cure. Cet échange fut opéré par Gaudrillot, prieur de l'abbaye de Reigny, en qualité de commissaire des religieux de Fontenet, ratifié ensuite par l'abbé de Clairvaux et celui de Cîteaux, puis confirmé par lettres patentes du roi au mois de novembre 1741. Depuis cette date, les religieux ne possèdent plus de biens à Saint-Agnan.
A son décès, survenu vers 1750, il laisse Saint-Agnan à son fils Antoine Chartraire, lieutenant du roi dans la ville de Semur et trésorier général des États de Bourgogne, et à sa fille Jacqueline, épouse de Guy Chartraire, marquis de Boubonne, président au Parlement de Dijon. Antoine fait aveu en 1768 et décède à Paris le 28 juin 1775, sans postérité. C'est son beau-frère Guy III Chartraire qui lui succède pour la totalité du fief le 30 décembre 1776 au nom de son épouse. Jacqueline avait vendu la seigneurie à Odiot, orfèvre de Paris, avant de décéder en décembre 1812. Ce dernier la revendit à M. Le Goux, ancien avocat.

### Liste des seigneurs de Saint-Agnan.
- Étienne Ier de Baugé, évêque d'Autun (1136) ;
- Guillaume, abbé de l'abbaye de Fontenay (1137) ;
- François Bazin, bourgeois de Saulieu, possède en partie les terres de Saint-Agnan (1686) ;
- Germain Chartraire et François Chartraire seigneur de Bierre, neveux et héritiers de François Bazin en (1687) ;
- Guy I Chartraire, mort le 30 juin 1732 dans son hôtel de Tournon à Paris ;
- Guy II Chartraire, seigneur de Saint-Agnan, marquis de Ragny, de Bourbilly, de Forléans ;
- les abbés de Fontenay toujours là au XVIIe siècle ;
- Marc-Antoine Chartraire de Montigny, comte de Montigny, hérite vers 1735, acquiert le reste du fief aux moines en 1740, il meurt vers 1750 ;
- Antoine Chartraire (1750-1775), lieutenant du roi pour Semur, Trésorier général des États de Bourgogne et sa sœur Jacqueline Chartraire, épouse de Guy Chartraire ;
- Guy III Chartraire, (1776), marquis de Bourbonne, beau-frère d'Antoine, pour la totalité du fief ;
- Jean-Baptiste Claude Odiot (1763-1850) orfèvre de l'Empereur à Paris vers (1810) ;
- M. Le Goux, ancien avocat.

### Révolution.
Un an à peine après son adjonction au département de la Nièvre, la commune souhaita faire partie du département de la Côte-d'Or. La délibération de la municipalité du 13 août 1791 fut bien reçue à Dijon, mais repoussée à Paris. De nouvelles tentatives, l'année suivante, n'eurent pas de meilleurs résultats.

### L'église et les chapelles.

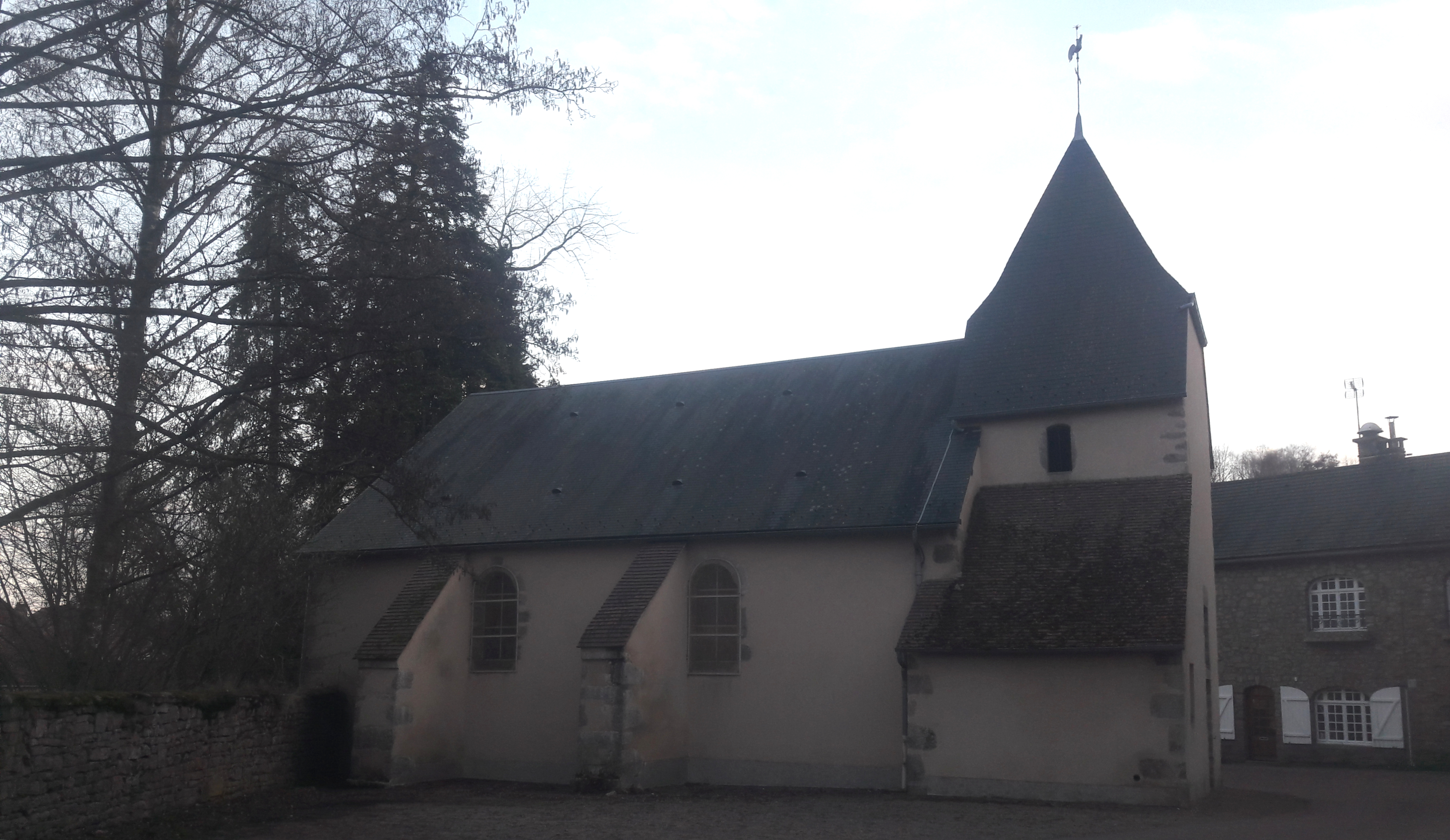
Église de Saint-Agnan.

Les frères convers qui venaient de l'abbaye de Fontenet y bâtirent une chapelle au XIIe siècle. Cette chapelle resta sans titre paroissial jusqu'au milieu du XVIIe siècle. En 1650, les habitants de Saint-Agnan adressèrent une supplique à l'évêque d'Autun, monseigneur Claude de la Magdelaine, fils de François de la Magdelaine, marquis de Ragny. Le prélat mit le nouveau bénéfice dans la dépendance de l'archiprêtré de Quarré-les-Tombes et en donna la collation à l'abbé de l'abbaye de Fontenet. En 1667, la paroisse comptait 40 familles et 200 communiants qui avaient tous fait leurs pâques, à l'exception des deux filles de Blaise Lucand, dont la vie immorale était publique.
Pour subvenir au besoin de leur curé les paroissiens s'obligèrent à lui donner "la quarantième gerbe de leur seigle outre la Vingtième" qu'ils payaient déjà à l'abbé, du beurre aux Rogations, du fil... François Bazin voulut améliorer le sort du curé et légua en 1686, une somme de deux mille livres pour être employée en biens-fonds. En remerciement de cette somme, devait être célébrée chaque semaine une messe pour le repos de son âme et de celles de ses ancêtres, messe à laquelle on inviterait tous les paroissiens et durant laquelle un Pater et un Ave seraient dits. On acheta avec cette somme, deux belles métairies qui coûtèrent 1 800 livres, et qu'on céda ensuite à Guy Chartraire, héritier du bienfaiteur, pour une rente perpétuelle de 90 livres que l'abbé de Fontenet porta plus tard à 110 livres. Enfin en 1747, le curé et les fabriciens en firent une cession perpétuelle et irrévocable au seigneur, moyennant une rente annuelle de 340 livres.
Jusqu'à la fin du XVIIIe siècle, Saint-Agnan fut le lieu d'un pèlerinage, le mardi de Pâques. Les habitants de Dun-les-Places, Saint-Brisson, Saint-Didier, Saint-Léger-de-Fourches s'y rendaient en procession. Le pèlerinage cessa vers 1835. En 1667, on s'y livrait à divers abus "d'ivrognerie, de débauches, de jurements et de batteries".
Une confrérie de Saint Hubert avait été fondée en 1741, avec l'intention de porter "chaque habitant de la paroisse, à l'imitation du saint patron, à la pratique des vertus morales et chrétiennes". Elle se composait du curé, du seigneur, fondateur et capitaine né, d'un lieutenant, d'un enseigne, d'un secrétaire et d'un trésorier, choisis parmi les membres résidant de la paroisse. Aucun confrère ne pouvait plaider sans la permission du capitaine, qui employait, avant de l'accorder, tous les moyens possibles de conciliation. Au jour de la fête de la Saint-Hubert, les membres de la confrérie devaient "se trouver en armes au château de Saint-Agnan", pour aller à la chasse dans le lieu indiqué par le capitaine. L'article 14 du règlement stipulait que celui qui tuait un chevreuil ou un sanglier était tenu de prévenir le capitaine aussitôt, sous peine de voir sa médaille enlevée et son nom rayé du registre. Les statuts furent lus à la messe paroissiale le 1er janvier 1742 et signés par le curé Millot. Les officiers nommés : Chartraire de Montigny, capitaine ; Claude Louet, lieutenant ; Pierre Armand, enseigne ; Jean-Marie Guyot, secrétaire ; Joseph Pompon, receveur des deniers de la Confrérie.
L'église fut reconstruite en 1836 et vient de faire l'objet d'une restauration complète. Cet édifice est presque aussi large que long ; il possède un clocher qui s'élève sur le portail de l'Ouest dans lequel fut placée une seconde cloche en acier fondu au mois d'octobre 1865. L'ancien cimetière était situé derrière l'église. Le nouveau se trouve à flanc de coteau, face au lac, sur la route menant aux Blancs. Une croix en calcaire de 1889 y est érigée, classée à l'inventaire général du patrimoine.
Au début de 1846, l'encart des Champs Bornoux dépendait encore de la paroisse de Quarré-les-Tombes et fut rattaché à Saint-Agnan, à la suite d'un accord entre l'évêque de Sens, monseigneur Mellon de Jolly et l'évêque de Nevers, monseigneur Dominique-Augustin Dufêtre. En 1856, un presbytère fut reconstruit un peu en avant de l'ancien, qui était en ruines.

#### La chapelle Saint-Pierre
Au nord, vers le Moulin-Brûlé, près de l'étang, se trouve une chapelle. Autrefois, les paroissiens s'y rendaient en procession. Là repose la famille de l'ancien maire Dansain, qui l'a fait restaurer vers 1834. La chapelle est d'une architecture simple, avec une entrée au bel encadrement de pierre. Cette entrée est  aujourd’hui condamnée et ne comporte qu'une baie vitrée permettant de voir la dalle de pierre gravée au nom de la famille Dansain. L'intérieur ne comporte qu'un petit autel et un bénitier en pierre, incrusté dans le mur. Derrière cette chapelle, s'élève une stèle à la mémoire du Maquis Vauban, qui y passa l'hiver 1943-1944. Une stèle y fut inaugurée le 18 juillet 1976 en hommage aux maquisards.
La tradition veut que, près du hameau des Gueniffets, bâti sur une hauteur, un terrain surnommé Le Couvent aurait abrité un couvent de femmes. Aucun texte ne vient étayer cette transmission orale. Aucune fouille ne fut entreprise.

### Le château
L'actuel château est une reconstruction de 1840 réalisée pour le compte du seigneur local, l'orfèvre Jean-Baptiste Odiot. Il le revendit à l'avocat Gouz. Cette demeure devint la propriété de la ville de Nevers. Elle fut affectée en 1950 à recevoir les colonies de vacances. Ne répondant plus aux normes d'hygiène, manquant de crédits pour la rénover, elle fut fermée. Délabré, le château fut racheté ; ses propriétaires en firent un gîte rural et un restaurant. Il fut à nouveau vendu en 1984, les nouveaux propriétaires rénovant l'intérieur du château en 2005. Les prairies jouxtant le château servent au camping, au bord du lac.

### La mairie et l'école
L'école, construite en 1862 et longtemps dirigée par Marcelle Pompon, ferma ses portes vers 1990. Le directeur Guy Sarrado en était alors le seul instituteur, se partageant deux classes de chaque côté du couloir. La mairie se trouve dans ce même bâtiment.

### La Résistance
La Nièvre est occupée le 15 juin 1940 par les Allemands. Elle compte de nombreux maquis, dont par exemple le Maquis Vauban, issu du maquis de Ravière.
Les premières années 1940-1943 furent très difficiles pour les résistants qui finirent en grande majorité par être arrêtés, torturés, exécutés ou déportés, souvent à la suite de dénonciations.
En 1944, Armand Simonnot (alias Theo) en est le responsable. Début janvier 1944, dénoncé par un milicien, le maquis d'Aubin, alias Bernard, installé en Forêt de Breuil, près de Saint-Brisson, comptant 53 hommes, doit se scinder en deux pour être moins vulnérable. Six hommes restent avec Bernard, Maurice Blin, Lucien Charlot, Lucien Dion, Serge Girard, André Halck, Roger Loriot. Cinq d'entre eux seront exécutés.
Dans l'autre groupe, Charlot se dirige vers Jarnois, hameau de Saint-Agnan où demeure la grand-mère de Roger Loriot. Il retrouve Roger et d'autres camarades du maquis initial. Le milicien l'a suivi, Jarnois est cerné, Lucien Charlot réussit à s'enfuir. Serge Girard, Maurice Blin, Lucien Dion et André Halck sont transférés à la prison d'Auxerre puis fusillés au champ de tir d'Egriselles Venoy, le 14 mars 1944. Contacté par le Père Robert du Maquis Vauban, Henri Gueniffet, maire de Saint-Agnan, suggère la chapelle Saint-Pierre, comme refuge possible, pour y passer l'hiver, particulièrement rude cette année. Maria Valtat et ses amis de Saint-Léger-Vauban, Théo et ses hommes du Maquis Vauban sont activement recherchés. Roger Michot, du hameau des Gros à Saint-Agnan, est dénoncé par sa femme parce qu'il détenait un fusil ramassé sur le bord de la route. Convoqué à la Kommandantur, il sera fusillé. La commune de Saint-Léger est remplie de collaborateurs[réf. nécessaire].
Le 2 février 1944, Armand Simonnot (Théo), premier membre du groupe FTP, échappe à une embuscade à la scierie de Marie Brizard. Il avait recruté Albert Visinand de Saint-Léger qui créera son propre groupe, pour rejoindre le maquis Camille, créé par Paul Bernard (Luc) et Jean Longhi (Lionel). Il quittera le secteur 20 février 1944, pour rejoindre Ravières en Côte-d'Or, autre lieu de repli du maquis Vauban. Il parcourt avec ses camarades 50 km à pied en 18 heures. Grandjean sera responsable de l'organisation des maquis de la Nièvre.
En juin 1944, le Morvan compte jusqu'à 48 maquis, répartis sur huit secteurs d'action, et dont les effectifs avoisinent les 10 000 hommes à la Libération. Sur la stèle située derrière la chapelle Saint-Pierre, sont gravés les noms des maquisards tués au combat : Fred Bailly, Roger Calmus, Francisco Doblado-Blanco, Maurice Garnier, Jacques Hugot, Abel Mathiot, Valériano Palencio-Cantos, Jean Stougar, Louis Thiennot.
Fusillés : Maurice Berger, Albert Fremiot, Marcel Horteur, Xavier Horteur, Désiré Perrin, Lucien Rebut, Georges Vannereux.
Disparus en déportation : Ahmed, Amor, Jean Barbey, Lucien Girardin, Harry Jourdain, Aimé Meunier, Emile Philippot, Guy Philippot, Jean Philippot, Emile Quantin, Gabriel Ramelet,  Ramyahne, René Rimbert, Emile Rouyer, Charles Vieillard.

## Politique et administration

### Liste des maires
| Période                                  | Période  | Identité      | Étiquette | Qualité  |
| ---------------------------------------- | -------- | ------------- | --------- | -------- |
| Les données manquantes sont à compléter. |          |               |           |          |
| mars 1983                                | mai 2020 | Guy Sarrado   | PCF       | Retraité |
| 2020                                     | En cours | Georges Flecq | DVC       | Cadre    |

## Démographie
L'évolution du nombre d'habitants est connue à travers les recensements de la population effectués dans la commune depuis 1793. Pour les communes de moins de 10 000 habitants, une enquête de recensement portant sur toute la population est réalisée tous les cinq ans, les populations de référence des années intermédiaires étant quant à elles estimées par interpolation ou extrapolation. Pour la commune, le premier recensement exhaustif entrant dans le cadre du nouveau dispositif a été réalisé en 2007.

En 2022, la commune comptait 139 habitants, en évolution de −2,8 % par rapport à 2016 (Nièvre : −3,28 %, France hors Mayotte : +2,11 %).
| 1793 | 1800 | 1806 | 1821 | 1831 | 1836 | 1841 | 1846 | 1851 |
| ---- | ---- | ---- | ---- | ---- | ---- | ---- | ---- | ---- |
| 649  | 547  | 592  | 672  | 735  | 780  | 841  | 826  | 769  |

| 1856 | 1861 | 1866 | 1872 | 1876 | 1881 | 1886 | 1891 | 1896 |
| ---- | ---- | ---- | ---- | ---- | ---- | ---- | ---- | ---- |
| 711  | 716  | 737  | 669  | 686  | 687  | 719  | 631  | 579  |

| 1901 | 1906 | 1911 | 1921 | 1926 | 1931 | 1936 | 1946 | 1954 |
| ---- | ---- | ---- | ---- | ---- | ---- | ---- | ---- | ---- |
| 574  | 522  | 517  | 412  | 351  | 347  | 324  | 301  | 283  |

| 1962 | 1968 | 1975 | 1982 | 1990 | 1999 | 2006 | 2007 | 2012 |
| ---- | ---- | ---- | ---- | ---- | ---- | ---- | ---- | ---- |
| 318  | 266  | 222  | 212  | 186  | 163  | 159  | 159  | 153  |

| 2017 | 2022 | - | - | - | - | - | - | - |
| ---- | ---- | - | - | - | - | - | - | - |
| 137  | 139  | - | - | - | - | - | - | - |

## Culture locale et patrimoine

### Lieux et monuments

#### Civils
- Lac de Saint-Agnan
- Un village de vacances en plein parc naturel régional du Morvan, le « Bois du Loup », est encore en activité en 2008 à proximité. Il est lié aux activités de la ligue de l'enseignement.
- Un dolmen dit la Grosse Pierre, situé anciennement près du hameau de la Cour-de-l'Agré, fut débité pour servir à la construction du château d'Eschamps. Portant une forme humaine gravée en profondeur, il passait pour l'un des plus beaux dolmens du Morvan.

#### Religieux
- La chapelle Saint-Pierre, tombeau des Dansain, monument commémoratif du Maquis Vauban.
- Une croix monumentale, près du hameau les Cordins érigée par la famille Legros Gally, en mémoire de leur fils Pierre Legros, décédé sous les drapeaux à Toulon le 9 août 1885, âgé de 22 ans[33].
- L'église paroissiale Saint-Agnan, renferme une croix de Chemin du XIXe siècle, en calcaire placée derrière l'autel, inscrite à l'inventaire général du patrimoine[34].
- Les moulins : moulin de la Chapelle, moulin de Commartène, moulin de Chèvre, moulin de l'Huis-au-Gris, moulin des Pierres (1868), moulins des Ruats, moulin Brûlé.
- L'abbaye de la Pierre-Qui-Vire, toute proche.

### Personnalités liées à la commune
Étienne Geoffroy Saint-Hilaire, né en 1868, petit-fils d'Isidore Geoffroy Saint-Hilaire, diplômé de l'institut agricole de Beauvais, se fixa à Saint-Agnan en 1892 et devint maire de Saint-Agnan et député de la Nièvre en 1919 .

### Archives
Archives départementales de la Côte-d'Or : (Saint-Agnan, Nièvre) : inventaire des titres de l'abbaye de Fontenay, répertoire par le Père Auberger en 1999 d'après le répertoire de J. Richard :
- 15 H 282, de 1186 à 1741 : acquisitions ; maintien en possession ; projet d'échange avec Marc-Antoine Chartraire de Montigny ;
- 1186 : abandon d'un cens et don de l'usage en sa terre par Guillaume, fils de Robert de Saint-Marc ;
- 15 H 283, de 1552 à 1730 : baux à cens et à ferme ; procès pour réparation de la métairie ;
- 15 H 284, de 1187 à 1543 : Droits d'usage : acquisitions, procès ;
- 1187 : don des usages de Crépy et de Saint-Agnan à Saint-Martin par Mathelie, dame de Saint-Andeux ;
- 1244 : accord réalisé avec le bailli de Liernais ;
- 1268-1269 : autres accords réalisés par les baillis du comté de Nevers, sur le vain pâturage de Saint-Brisson avec la mairesse de Saulieu et le vicomte de Clamecy ;
- 1294 : amortissement consenti par Jean sire de Chastellux ;
- 1310 : accord avec Eudes, sire de Ruères ;
- 15 H 285, de 1680 à 1688 : cure, dîmes, portion congrue, fondations ;
- 15 H 286, de 1649 à 1707 : demande en diminution de taille eu égard au départ de nombreux habitants ; états des biens ayant changé de propriétaires.